# Острау (Саксонія)
Острау (нім. Ostrau) — громада у Німеччині, у землі Саксонія. Підпорядковується адміністративному округу Хемніц. Входить до складу району Середня Саксонія.
Площа — 52,59 км2. Населення становить 3521 ос. (станом на 31 грудня 2020).
Офіційний код — 14 3 75 140. 

## Адміністративний поділ
Громада підрозділяється на 27 сільських округів. 

## Галерея

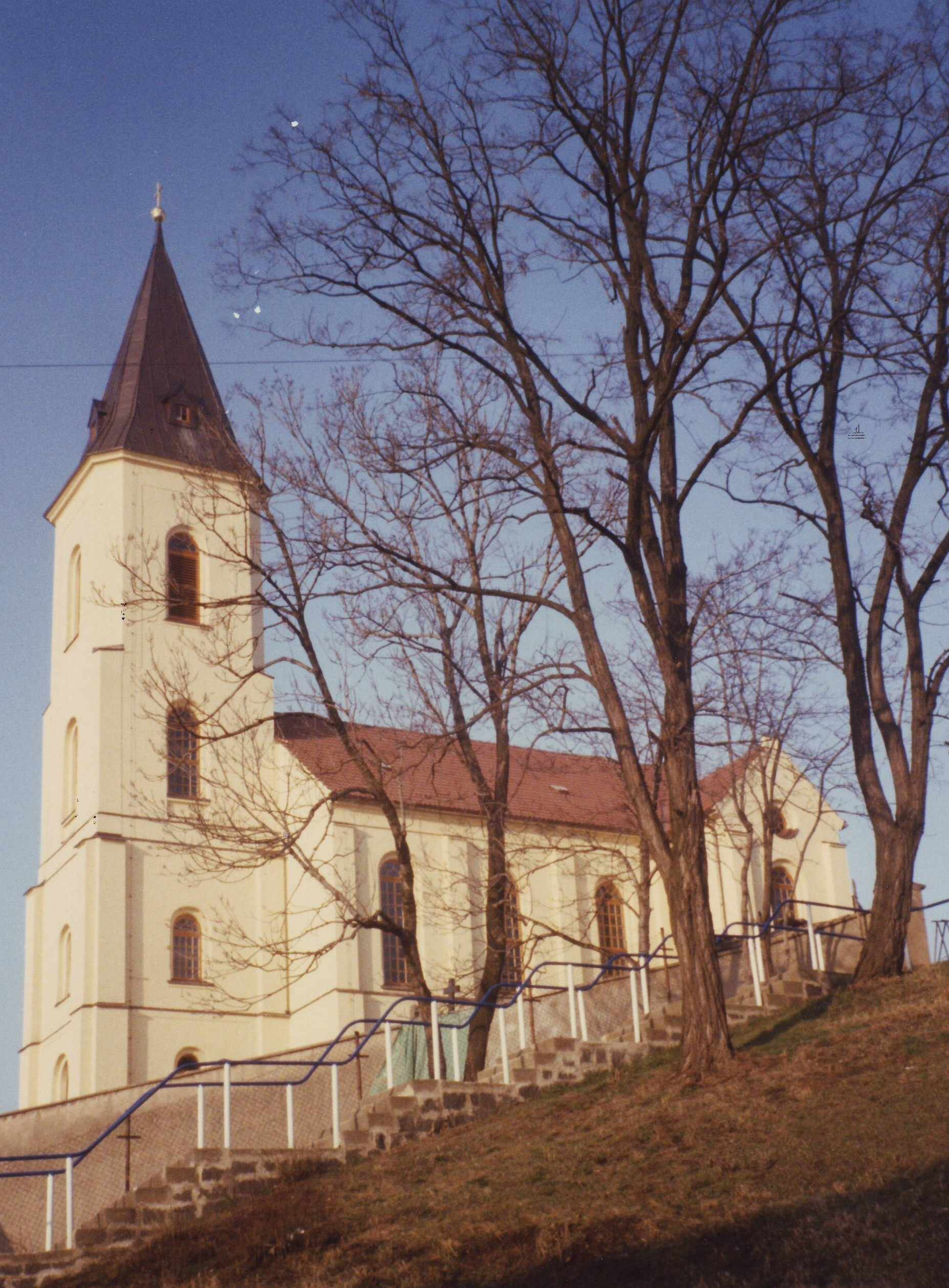
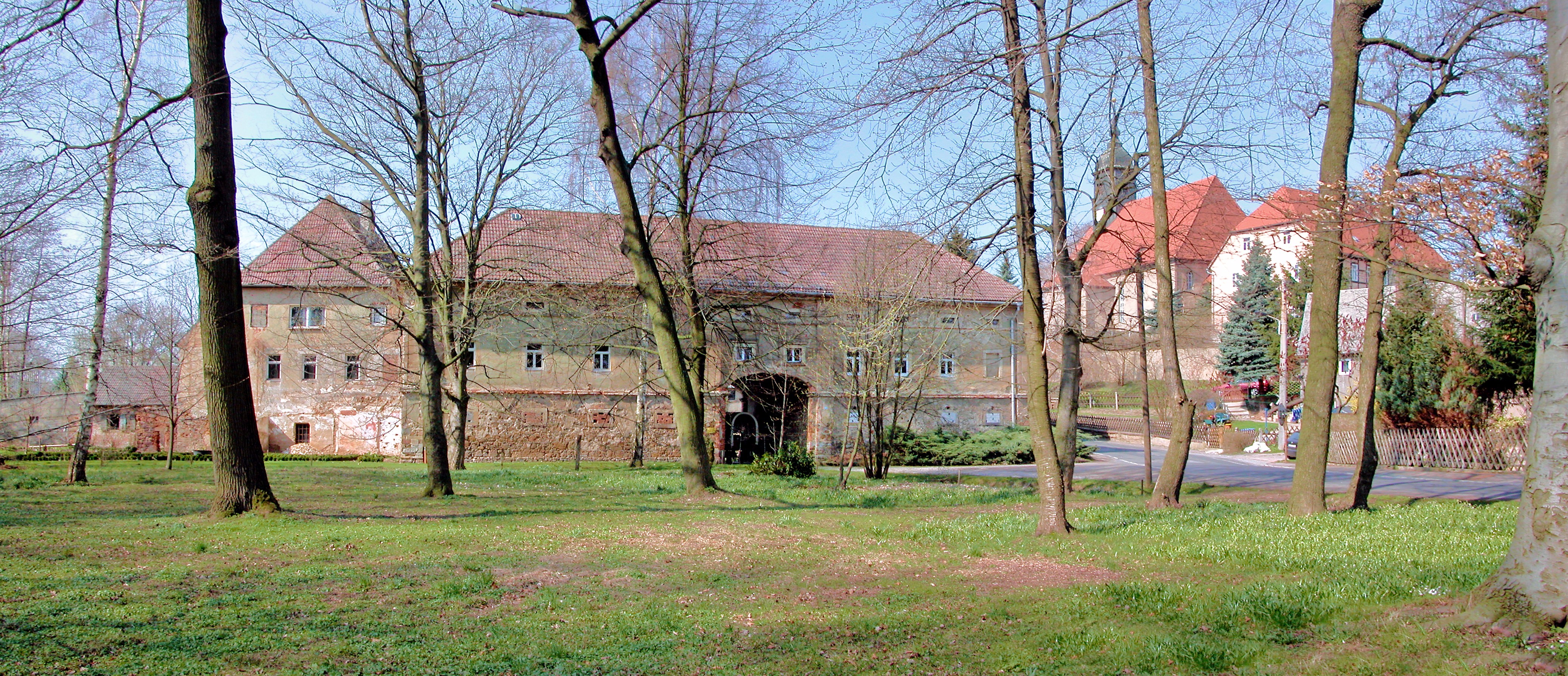